# Centaurea reuteriana
Centaurea reuteriana — вид квіткових рослин родини айстрових (Asteraceae). Ареал: о. Лесбос — Греція, Туреччина (Анатолія).

## Середовище
Населяє кам'янисті місцевості.

## Морфологічна характеристика
Це багаторічник 5–15 см заввишки, сіро-волосистий. листки коротко черешкові, яйцеподібні або круглуваті, стеблові листки довгасті, цілокраї. Квіткових голів 1–3, вони великі та яйцюваті. Квіточки рожеві, пурпурові. Період цвітіння: весна, початок літа.